# Баян (крейсер, 1900)

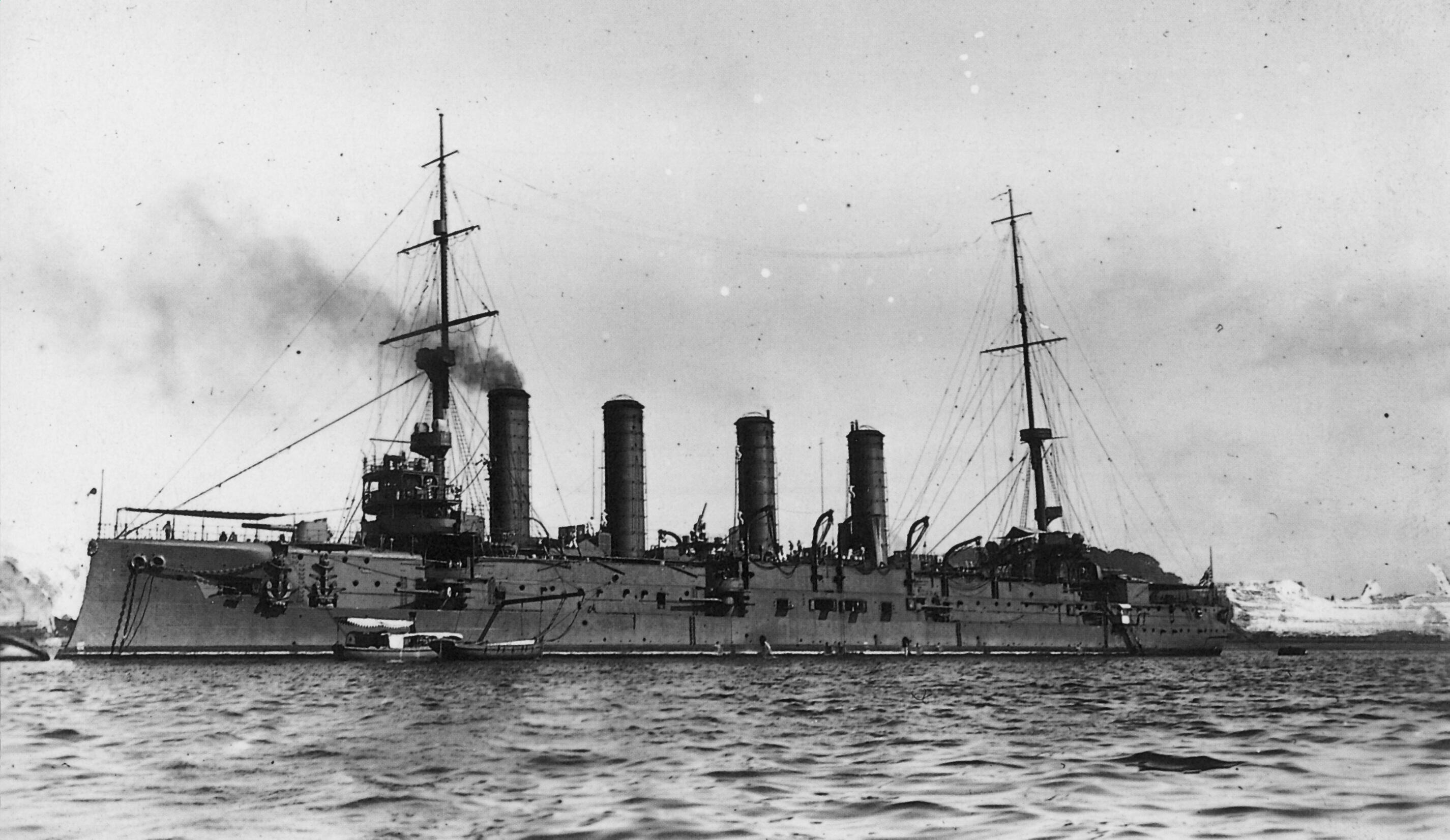
Крейсер «Асо» в Йокосука, 1924 год

«Баян» — броненосный крейсер российского императорского флота. Первый из четырёх крейсеров типа «Баян». Включён в списки флота 11 января 1899 года, унаследовав имя от списанного корвета «Баян». Заложен на верфи Ла Сейн (Франция) 26 июня (8 июля) 1899 года. Спущен на воду 20 мая 1900 года. Вступил в строй в 1903 году. 26 ноября 1904 года потоплен в гавани Порт-Артура. 22 августа 1905 года включён в состав японского флота под названием «Асо» (яп. 阿蘇). Исключён из списков японского флота в 1930 году. Расстрелян тяжёлым крейсером «Мёко» в качестве мишени 8 августа 1932 года.

## Проектирование и постройка
Ввиду того, что русскому флоту на Дальнем Востоке предстояли операции вблизи побережья, где велика вероятность встречи с крупными силами противника, появилась идея создания крейсера с усиленным бронированием и повышенной живучестью за счёт уменьшения автономности и дальности плавания.
7 мая 1897 года состоялось совещание, посвящённое утверждению проектного задания на новый крейсер, под председательством Управляющего Морским министерством вице-адмирала П. П. Тыртова, в котором приняли участие адмирал К. П. Пилкин, вице-адмирал С. П. Тыртов 2-й, вице-адмирал Н. И. Казнаков, вице-адмирал С. О. Макаров, вице-адмирал Ф. К. Авелан, контр-адмирал Н. И. Скрыдлов, контр-адмирал Н. Н. Ломен, генерал-майор А. С. Кротков (и. о. Главного инспектора морской артиллерии), инспектор механической части Н. Г. Нозиков, инспектор кораблестроения Н. Е. Кутейников. Результатом совещания стало итоговое постановление, в 12 пунктах которого излагалось проектное задание. Это задание, в частности, предусматривало:
- Предельное водоизмещение — 6700 т
- Корпус «нормального устройства», обшитый в подводной части деревом и медью
- Скорость 21 узел
- Дальность плавания до 7000-8000 миль со скоростью 10 узлов
- Два гребных винта
- Водотрубные котлы Бельвиля
- Карапасная броневая палуба и бортовая броня до верхней палубы
- Артиллерийское вооружение: 2х8", 8-10x6" и 20x3" пушек
- Возможность погонного и ретирадного огня из трёх орудий
- Броневая защита 8" и 6" орудий щитами круппированной стали, броневая защита части 3" орудий
- Три подводных минных аппарата — один носовой и два кормовых
- Один или два боевых марса
- Таранный форштевень

11 июня 1897 года письмо ГМШ внесло в это задание некоторые поправки:
- При необходимости фирма-проектант может увеличить водоизмещение до 7000 т с разрешения управляющего Морским министерством.
- Поместить 8" орудия в закрытых башнях.
- Число погонных орудий довести до пяти.

Строительство корабля было доверено французской верфи Ла Сейн. 2 ноября 1898 года наблюдающим за постройкой броненосца «Цесаревич» и крейсера «Баян» был назначен капитан 1-го ранга И. К. Григорович. Механизмы и собранные конструкции принимали инженер-механик К. П. Боклевский и инженер-механик Д. А. Голов.
В ходе строительства МТК отказался от установки втягивающегося якоря Марреля и сохранил устаревший якорь Мартина со штоком. Было также отвергнуто предложение Григоровича о внесении в проект крейсера кормового мостика и прачечной.
Первый лист горизонтального киля крейсера был установлен на стапель-блоки 24 ноября (6 декабря) 1898 года. Получив заказы на крайне выгодных условиях, французские корабелы утратили энтузиазм и любезность. С уходом прежнего главного конструктора и директора верфи в Ла Сейн А. Логаня участились случаи невнимательного отношения к русским заказам, строительство затягивалось, предпочтение отдавалось французским крейсерам. Принимающие были вынуждены часто браковать недоброкачественно или не по чертежам изготовленные детали. Заказы на механизмы и материалы были разбросаны по мелким заводам от Пиренеев до бельгийской границы. Российский военно-морской агент в Великобритании капитан 1-го ранга И. П. Успенский забраковал якорь-цепи для «Баяна», изготовленные мелкой фирмой «Генри Вуд и Ко» по заказу французских корабелов. В Марселе русские приёмщики забраковали вал упорного подшипника левой машины, крышку цилиндров высокого давления и два золотниковых поршня.
Официальную закладку «Баяна» и «Цесаревича» провели в один день — 26 июня (8 июля) 1899 года. По предписанию из Петербурга церемония была проведена без особых торжеств: офицеры были в штатском, русский флаг не поднимали.
В конце 1899 года Григоровича и Боклевского сменили командир крейсера А. Р. Родионов и корабельный инженер И. А. Гаврилов.
К 26 мая 1900 завершили испытания подводной части обшивки на водонепроницаемость. 30 мая крейсер был спущен на воду — с опозданием на пять месяцев. Из-за ожидания новых деталей взамен бракованных застопорилась сборка левой машины. Завод Сен-Шамон затягивал с заменой бракованных броневых плит.
В процессе строительства по предложению А. Р. Родионова с фок-мачты убрали боевой марс с двумя 47-мм пушками, изменили рангоут и расположение прожекторов, установили сирену, электрический привод золотника рулевой машины заменили гидравлическим.
В 1902 году командиром крейсера был назначен капитан 1-го ранга Р. Н. Вирен. В том же году для измерения вибрации, выявленной при первом заводском испытании, на крейсер прибыл подполковник по Адмиралтейству А. Н. Крылов.
14 и 16 октября у Йерских островов были проведены ходовые испытания, однако вместо 24 часов они продолжались только 5, и скорость ни разу не удалось довести до 21 узла — максимальный показатель был 20,97 узлов. Осадка крейсера оказалась меньше контрактной и составила 21 фут 3 дюйма. Последующие испытания и устранение недоработок заняли весь 1902 год и начало 1903 года.

## Конструкция

### Бронирование
Все вертикальные плиты крейсера изготавливались из брони, цементированной по способу Гарвея, броня палубы — из судостроительной стали.

### Вооружение
Пара 203-мм орудий длиной ствола 45 калибров размещались в одноорудийных башнях в носу и корме с углом обстрела в 270°. Максимальный угол возвышения орудий 18°. Боекомплект составлял по 100 выстрелов на башню.
Восемь 152-мм орудий системы Канэ длиной в 45 калибров на центральных станках располагались в пяти бронированных казематах (по одному в носовых и кормовых, четыре в среднем).

## История службы

### Переход на Дальний Восток
Весной 1903 года Баян совершил переход в Кронштадт, где 22 июля участвовал в генерал-адмиральском смотре, а 26 июля — в императорском смотре. В тот же день крейсер вместе с броненосцем «Ослябя» направился в Средиземное море на соединение с броненосцами «Цесаревич» и «Император Николай I». По замыслу ГМШ, этот отряд должен был выйти на Дальний Восток для укрепления эскадры Тихого океана. Однако 9 (22) августа «Ослябя» попал в аварию в Гибралтарском проливе, и «Баян» продолжил путь в одиночку. 25 сентября 1903 года броненосец «Цесаревич» и крейсер «Баян» покинули Средиземное море, направляясь на Дальний Восток. В Порт-Саид пришли 27-го, в Суэц — 30-го, в Джибути — 8 октября, в Коломбо — 21 октября, в Сабанг — 28 октября. 7 ноября вышли из Сингапура в Порт-Артур. В пути команда крейсера занималась учебно-боевой подготовкой. В 9 часов утра 19 ноября радиостанция «Цесаревича» вступила в переговоры со станцией стоящего на внешнем рейде Порт-Артура флагманского броненосца «Петропавловск». 30 ноября приказом начальника эскадры № 984 «Цесаревич» и «Баян» были зачислены в её состав. Корабли включились в программу рейдовых учений и готовились к окраске в боевой цвет.
В поход на Дальний Восток «Цесаревич» и «Баян» вышли без дальномеров Барра и Струда, а крейсер вдобавок страдал неудачной конструкцией задраек ставней орудийных портов, которые откидывались от ударов волн (что, учитывая низкое расположение бортовых батарей, фактически не позволяло использовать никакие орудия, кроме башенных 8", при более-менее сильном волнении).

### В Порт-Артуре
25 января (7 февраля) 1904 года, накануне нападения японцев, «Баян» в паре с «Боярином» отбыл свою очередь дежурства. Поставив корабль на якорь на внешнем рейде, где эскадра готовилась к практическому плаванию, капитан 1-го ранга Вирен подал рапорт на имя начальника эскадры, в котором просил разрешения установить противоминные сети, но ответа не получил. Поскольку крейсер стоял в дальнем юго-западном ряду строя эскадры, команда не догадывалась о нападении японских миноносцев. Нападавшие также не заметили крейсер, заслонённый вспомогательным крейсером «Ангара». Только с подходом катеров с подорванных кораблей на «Баяне» поняли, что произошло, и в 1 час 35 минут утра развели пары. Приказа на выход в море не поступило. В 4 часа 55 минут утра Вирен напомнил начальнику эскадры о готовности выйти в море, но приказа опять не последовало. В 8 часов 05 минут утра в виду российской эскадры появились два бронепалубных японских крейсера, но адмирал Старк не отправил на перехват крейсера, а начал выводить всю эскадру. «Баян» шёл во главе колонны крейсеров. Когда японские крейсера скрылись, эскадра вернулась на рейд.
27 января (9 февраля) японский флот опять приблизился к Порт-Артуру. Российская эскадра в кильватерной колонне вышла навстречу. После получасовой перестрелки японский флот вышел из боя. Крейсера «Баян» и «Новик» во время боя оказались[прояснить] между колоннами русских и японских броненосцев. После первого выстрела японского флагмана «Микаса» «Баян» открыл ответный огонь с расстояния 29 кабельтовых. После начала отхода противника русские крейсера сблизились с концевыми кораблями японцев на 19 кабельтовых и открыли огонь из всех орудий, вплоть до 75-мм. По приказу Старка крейсера присоединились к своей эскадре.
В бою крейсер получил до десяти попаданий 6" снарядов и до 350 мелких пробоин. Вышли из строя три 75-мм пушки, прожектор и три котла. Погибло 4 матроса, ранено 35 (двое смертельно). Из офицеров были ранены лейтенант А. А. Попов и командир 6" орудия поручик В. К. Самарский. Строевой квартирмейстер Никифор Печерица, несмотря на серьёзные раны, не покинул свой пост у флага. Матрос 1-й статьи Павел Адмалкин после попадания снаряда в 6" каземат один продолжал вести огонь, сделав 10 выстрелов. За этот бой Вирен получил золотое оружие «За храбрость».
В выходах из гавани навстречу японской эскадре «Баян» выполнял роль флагмана отряда крейсеров. Однако его боевые возможности уменьшала ограниченная дальнобойность 8" орудий. В перестрелках с японскими крейсерами на предельной дальности снаряды крейсера не долетали до противника.
31 марта (13 апреля) 1904 года «Баян» вышел на помощь подбитому и потерявшему ход миноносцу «Страшный», окружённому японскими миноносцами. Подойдя к месту боя, крейсер столкнулся с отрядом из шести японских крейсеров (броненосные «Асама» и «Токива» и четыре бронепалубных). «Баян» открыл огонь, после чего под сосредоточенным ответным огнём противника спустил вельбот и ялик и начал спасать из воды команду погибшего миноносца (успели спасти пятерых матросов), после чего двинулся наперерез двум японским крейсерам, преследовавшим отряд русских миноносцев. Последний залп японских крейсеров лёг под самой кормой «Баяна», однако крейсер успел уйти от неминуемой гибели и даже подобрать шлюпки. Только сопроводив миноносцы к берегу, по приказу флагмана крейсер присоединился к эскадре. За этот бой капитан 1-го ранга Вирен был удостоен ордена св. Георгия IV степени, были также награждены некоторые офицеры и матросы.
В дальнейшем действия Порт-Артурской эскадры ограничились выходами лёгких судов. «Баян» оставался в гавани. 24 апреля (7 мая) о приказу и. о. начальника эскадры контр-адмирала Витгефта с крейсера были сняты для установки на батарею литер «В» четыре 75-мм пушки.
10 (23) июня «Баян» под брейд-вымпелом капитана 1-го ранга Рейценштейна участвовал в эскадренном выходе в море для генерального сражения с японской эскадрой. В 19 часов 10 минут по сигналу адмирала Витгефта «Баян» с крейсерами занял место впереди эскадры, возвращавшейся в порт, не приняв боя.
26 июня (9 июля) «Баян» под брейд-вымпелом Рейценштейна возглавил отряд, включавший броненосец «Полтава», крейсера и миноносцы, который обстрелял занятые японцами высоты в бухте Тахо. В перестрелке с отрядом японских крейсеров и миноносцев 8" снаряды «Баяна» опять не долетали до противника.
В июле «Баян» продолжал поддерживать огнём сухопутные войска. 14 июля он возглавлял отряд в составе броненосца «Ретвизан» и «Полтава», крейсеров «Новик» и «Аскольд», 3 канонерских лодок и 7 миноносцев, вышедший в бухту Тахо для обстрела японских позиций. В ответ японцы выслали броненосные крейсера «Ниссин» и «Кассуга». Русский отряд, не приняв боя, начал отходить. На входе в гавань «Баян» правым бортом задел мину, получив пробоину длиной почти 10 метров у бокового киля, в результате чего были затоплены первая кочегарка, две угольные ямы и правый бортовой коридор. При небольшом крене на правый борт дифферент дошёл до 2,1 м. В 18 часов 40 минут крейсер успел встать на бочку, после чего сел на грунт. Под руководством лейтенанта В. И. Руднева были подведены два пластыря, пока другая аварийная партия под руководством трюмного механика Е. П. Кошелева закрепляла переборки.
Командование эскадры перед вводом крейсера в док решило полностью его разоружить, «чтобы не надломился». Все 6" и 75-мм пушки были сняты и переданы на сухопутный фронт и на другие корабли эскадры. Две 6" пушки затонули вместе с баржей при обстреле японской осадной артиллерией. Ко 2 (15) сентября на «Баяне» уже не было ни одного 6", 8х75-мм, 8х47-мм и 2х37-мм орудий, и рассчитывать на их возвращение не приходилось.
Командир корабля сам способствовал его разоружению. 15 (28) июля на совещании командиров и флагманов Р. Н. Вирен высказал предложение: «Флоту оставаться в Артуре, составляя с ним нераздельное целое, но разделить суда на те, которые будут выходить на рейд, и другие, которые останутся в гавани, окончат кампанию, и вся команда их пойдёт на берег и примет участие в обороне Артура». После гибели Витгефта в бою в Жёлтом море именно Вирен был назначен начальником Порт-Артурского отряда кораблей и продолжил разоружение эскадры. Командование «Баяном» было поручено капитану 2-го ранга Ф. Н. Иванову — бывшему командиру минного заградителя «Амур».
В начале августа на команду «Баяна» возложили обязанность обслуживать 4x6", 3x120-мм, 12x75-мм, 9x47-мм, 12x37-мм пушек и 5 прожекторов на сухопутном фронте и 9 фугасов форта № III, для чего с корабля на берег было списано 223 человека (батареями на сухопутном фронте командовали мичманы Юрий Лонткевич, Александр Бошняк, Анатолий Романов). Ещё более 200 человек было послано 7 августа в резерв сухопутных войск крепости под командованием лейтенанта В. И. Руднева 3-го и мичмана П. М. Соймонова 2-го (в героической обороне г. Высокой участвовали лейтенант В. И. Руднев, инженер-механик М. И. Глинка, младший врач А. П. Стеблов, священник о. Анатолий Куньев). Старший минный офицер крейсера лейтенант Н. Л. Подгурский предложил использовать для стрельбы по японским окопам метательные минные аппараты, а 4 сентября скатил шаровую мину заграждения в японский окоп. 9 сентября лейтенант Подгурский взорвал блиндаж, занятый японцами на Высокой горе, что отсрочило падение важного опорного пункта более чем на два месяца.
В конце сентября на «Баян» начали устанавливать 6" орудия с крейсера «Паллада», готовя его к выходу в море. Японцы обстреливали гавань из орудий среднего калибра, а потом и из 11" мортир. «Баян» получил 10 попаданий снарядами среднего калибра и 6 — 11" снарядами. 3 (16) октября крейсер, уже получивший повреждения в ходовой части, вышел на внешний рейд, уходя от обстрела. Покончив с броненосцами, стоявшими на внутреннем рейде, 25 ноября (8 декабря) японцы вновь перенесли огонь на «Баян». С 9 до 17 часов по крейсеру было выпущено до 320 11" и 6" снарядов. Четыре из десяти попавших в крейсер снарядов были 11" калибра. Не имея подводных пробоин, корабль всё более оседал в воду, поскольку отсеки заполнялись водой в результате борьбы с пожарами. О восстановлении корабля уже не могло быть и речи. К полудню 26 ноября (9 декабря) крейсер, наполнившись водой, с 15-градусным креном на левый борт всем корпусом лёг на грунт Восточного бассейна.
Часть команды «Баяна» образовала десантную роту во главе мичманом Ю. Л. Лонткевичем и инженер-механиком Е. П. Кошелевым. Капитан 2-го ранга Иванов получил должность при штабе. В ночь на 20 декабря 1904 (2 января 1905) года «Баян» был взорван.

### В составе японского флота

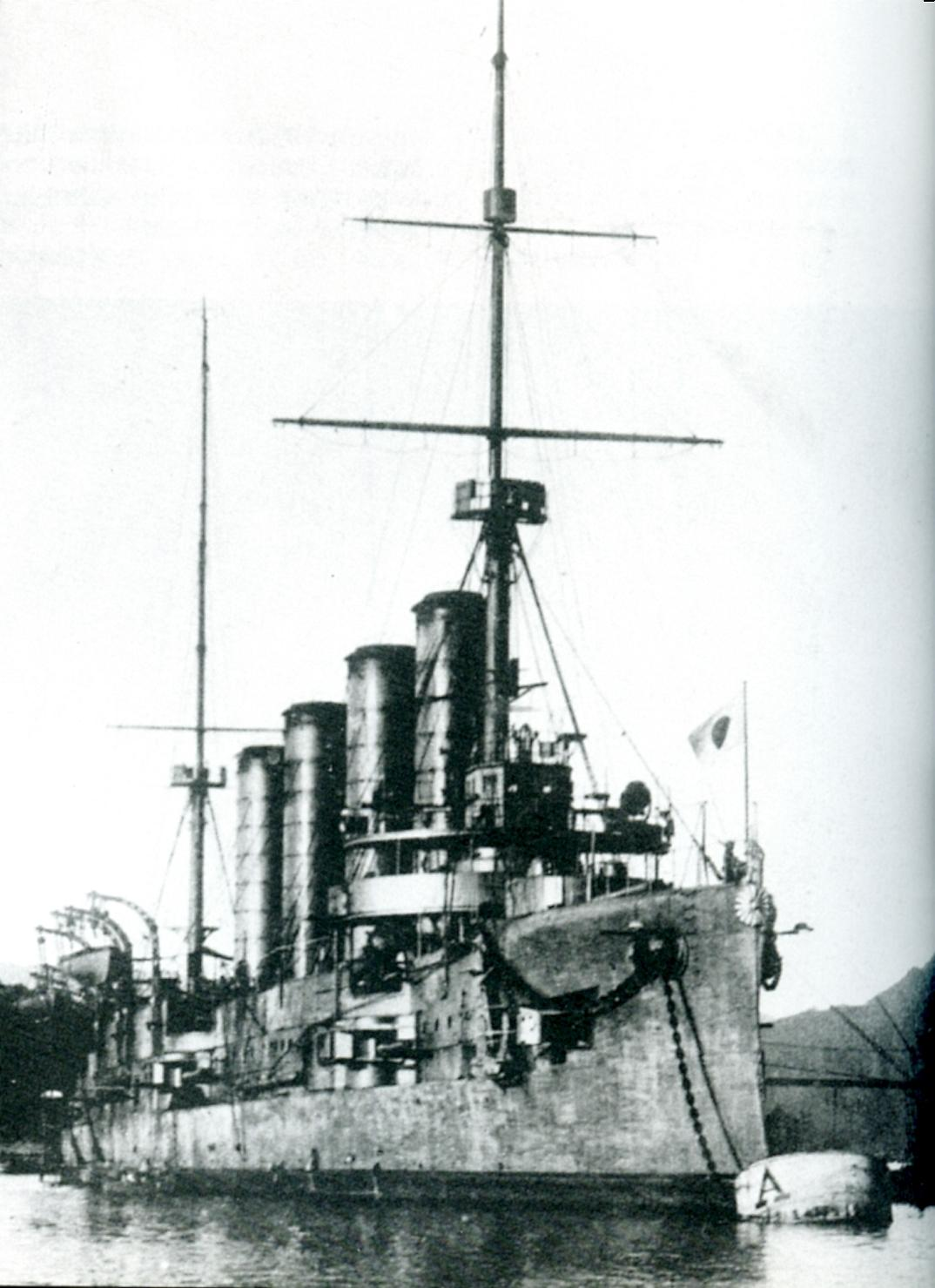
Крейсер «Асо» в Майдзуру, 1908 год

После захвата Порт-Артура японцы начали поднимать затопленные корабли. 7 августа из гавани в Японию вышел поднятый со дна крейсер «Баян». Сначала бывшие русские корабли предполагалось продать Китаю, но сделка не состоялась, и 22 августа 1905 года крейсер был включён в состав японского флота под именем «Асо». В 1906—1908 годах он прошёл восстановительный ремонт в Майдзуру, получив новые котлы Миябара и орудия Виккерса.
В 1913 году башенные 8" установки крейсера были сняты и заменены на палубные 6" орудия с длиной ствола в 50 калибров. В отличие от крейсера «Варяг» и броненосцев «Полтава» и «Пересвет» «Баян» не был продан России в 1916 году. В 1921—1922 годах его переоборудовали в минный заградитель (420 мин), а в 1930 году исключили из списков флота и превратили в блокшив.
8 августа 1932 года корпус крейсера был расстрелян в качестве мишени тяжёлым крейсером «Мёко».

## Командиры
«Баян»
- 06.12.1899 — 03.04.1902 — капитан 1-го ранга Родионов, Александр Ростиславович;
- 03.04.1902 — 15.08.1904 — капитан 1-го ранга Вирен, Роберт Николаевич;
- 15.08.1904 — 20.12.1904[3] — капитан 2-го ранга Иванов, Фёдор Николаевич

«Асо»
- 15.10.1907 — 01.10.1909 капитан 1-го ранга (тайса) Гитаро Исии (яп. 石井義太郎);
- 01.10.1909 — 26.09.1910 капитан 1-го ранга (тайса) Тэцутаро Сато (яп. 佐藤鉄太郎);
- (исполняющий обязанности)0 1.12.1910 — 17.12.1910 капитан 1-го ранга (тайса) ? (яп. 笠間直);
- 01.04.1911 — 22.05.1912 капитан 1-го ранга (тайса) Ситаро Накадзима (яп. 中島市太郎);
- (исполняющий обязанности) 27.09.1912 — 01.12.1912 капитан 1-го ранга (тайса) Дзюнтаро Хиросэ (яп. 広瀬順太郎);
- 01.12.1912 — 01.12.1913 капитан 1-го ранга (тайса) Тюсабуро Сакакибара (яп. 榊原忠三郎);
- 01.12.1913 — 01.10.1915 капитан 1-го ранга (тайса) Тюнодзё Коямада (яп. 小山田仲之丞);
- 13.12.1915 — 01.12.1916 капитан 2-го ранга (тюса) Сиёудзоу Васима (яп. 桑島省三);
- 01.12.1916 — 01.12.1917 капитан 1-го ранга (тайса) Таро Ханабуса (яп. 花房太郎);
- 01.12.1917 — 25.9.1918 капитан 1-го ранга (тайса) Хэйсиро Оми (яп. 大見丙子郎);
- 20.11.1918 — 20.11.1919 капитан 1-го ранга (тайса) Гэндзи Идэ (яп. 井手元治);
- 20.11.1919 — 20.11.1920 капитан 1-го ранга (тайса) Тикахару Коидзуми (яп. 小泉親治);
- 20.11.1920 — ? капитан 1-го ранга (тайса) Токёми Моримура (яп. 森本兎久身);
- 01.07.1922 — 10.11.1922 капитан 1-го ранга (тайса) Кэсаити Хицуда (яп. 七田今朝一);
- 20.07.1923 — 07.05.1924 капитан 1-го ранга (тайса) Иносукэ Токуда (яп. 徳田伊之助);
- 07.05.1924 — 10.11.1924 капитан 1-го ранга (тайса) Санкити Такахаси (яп. 高橋三吉);
- 10.11.1924 — 20.11.1925 капитан 1 ранга (тайса) Нобуити Ямагути (яп. 山口延一);
- 20.11.1925 — 15.11.1926 капитан 1 ранга (тайса) Миёдзо Куроянаги (яп. 畔柳三男三).

## Оценка проекта
Проект «Баян» был разработан на основе индивидуальных (экспериментальных) тактических и стратегических заданий, в которых наиболее отчётливо проявилась тенденция увеличения боевой мощи (усиления артиллерии и защищённости), в целях адаптации «среднего» крейсера 1 ранга к условиям эскадренного боя. Корабль имел бронированную палубу, полностью бронированный борт с толщиной брони до 200 мм, бронированные башенные АУ ГК 2×1-203-мм. Однако большая масса броневой защиты (1450 т) потребовала уменьшить запасы топлива, вследствие чего дальность плавания корабля при полном запасе топлива не превышала 2000 миль, что сделало нецелесообразным его широкое использование для несения дозорной службы, разведки и в качестве посыльного судна при эскадре. Таким образом, проект «Баян» фактически полностью утратил многофункциональность, свойственную современным ему проектам бронепалубных крейсеров 1 ранга — реализовавшись в узкоспециализированный «сугубо эскадренный» крейсер. Анализа боевых действий русских крейсеров 1 ранга в период русско-японской войны — показал, что крейсер «Баян» оказался наиболее приспособленным к боевым действиям на Тихоокеанском театре при базировании флота в Порт-Артуре. Он мог выполнять крейсерские функции только в ограниченном районе моря при базировании главных сил флота в Порт-Артуре и для действия в бою в составе эскадры.

## Другие крейсера типа «Баян»
- Адмирал Макаров
- Баян II
- Паллада II